# Vapor Vell (Gràcia)
El Vapor Vell era una antiga fàbrica situada entre els carrers del Perill, de Venus i el passatge de Ròmul Bosch de la Vila de Gràcia, actualment desapareguda.

## Història
El 1824, el corredor reial de canvis Joan Pau Fatjó i Plantada (†1867)  va comprar a la seva mare Josepa Plantada i Palaudàries, vídua de Jaume Fatjó dels Xiprers, i al seu germà i hereu Tomàs Fatjó i Plantada un lot de finques procedents del col·legi de Cervera dels jesuïtes, adquirides el 1772 per Josep Francesc Fatjó dels Xiprers, pare de Jaume, a compte de la seva llegítima i la del seu germà Salvador. Entre aquestes hi havia una casa amb hort al Torrent de l'Olla, on Joan Pau va fer construir una casa-fàbrica destinada al blanqueig i cilindratge de peces de cotó, moguda per vapor, que fou llogada a l'industrial Joan Vilaregut i Albafull (1800-1854). Cremada la nit del 5 al 6 d'agost del 1835, durant les bullangues, va ser reconstruïda.
El 1837, durant el seu empresonament a la Ciutadella a causa de la repressió imposada pel baró de Meer arran de l'atemptat contra Marià Vehils, Joan va vendre les seves fàbriques, incloent la de Gràcia (valorada en 20.000 lliures) al seu germà Pelegrí (†1864). Poc després, gràcies a les fiances dipositades pels seus amics i coneguts, se li va commutar la presó per un arrest domiciliari a Sallent, i el maig del 1838 les va recomprar al seu germà. També va establir un conveni amb Josep Font i Matarí per a enviar-li els gèneres de la seva fàbrica de Sallent i aquest els vengués, així com de la compra de les matèries primeres, i amb els guanys cancel·lar el deute que Vilaregut tenia amb Font. Aquest conveni va ser cancel·lat a principis del 1840, coincidint amb la constitució de la societat Font i Vilaregut per a fabricar filats i teixits de cotó, així com el blanqueig i cilindrat de les peces, amb Pelegrí Vilaregut, que en seria el director. El capital era de 52.000 duros, 7/8 a parts iguals entre tot dos, i 1/8 del soci comanditari Pere Vilaregut, també germà de Pelegrí, prestat pel seu pare Miquel Vilaregut i Padrós. Tot seguit, Joan Pau Fatjó els va llogar la casa-fàbrica i els terrenys annexos pel termini de 10 anys, el preu del lloguer de la qual va ser establert per Pau Vilaregut, germà de Pelegrí, en 1.300 duros anuals, que servirien per a finançar les obres.
El 1849, Joan Pau Fatjó va vendre el Vapor Vell i els terrenys adjacents, segregant-los de la casa del Torrent de l'Olla, a la seva filla Josepa Fatjó i Rossell (†1894), esposa de Pelegrí Vilaregut, per 15.000 duros. El 1841, Pelegrí Vilaregut va adquirir en emfiteusi a Mercè de Bell-lloc i el seu fill Joaquim de Mercader i de Bell-lloc uns terrenys al sud-est de la fàbrica, i el 1853, en va vendre una part a Ramon Salvadó i Serra, gerent de la societat La Propagadora del Gas, per 20.000 rals. El 1860, Pelegrí Vilaregut i Josepa Fatjó establiren un conveni amb els seus creditors, pel qual el Vapor Vell va passar a formar part d'una comunitat de béns administrada per una comissió. El 7 d'octubre del 1868 s'hi va produir un incendi, que fou extingit gràcies als ajuts dels treballadors d'altres fàbriques de Gràcia i dels bombers.
El 1874, els Successors de Vilaregut van demanar permís per a obrir una porta al mur de tanca del carrer de Venus, segons el projecte de Josep Vilaseca, i van treure a subhasta pública el Vapor Vell, la qual es va repetir el 1877.

### La Española
La propietat passaria a mans de la Compañía General Española de Coches Privilegiados Sistema Ripert, més coneguda com La Española, que el 17 de febrer del 1882 va inaugurar una línia entre la plaça del Teatre i el carrer del Comerç.
A diferència dels omnibusos tradicionals, el disseny dels Ripert els permetia circular per les vies del tramvia, per la qual cosa la companyia va establir una línia entre Barcelona i Gràcia en competència directa amb aquest. El 1883, l'Ajuntament de Barcelona va dictaminar que les llantes, estretes i amb perfil corb, malmetien l'empedrat i havien de ser canviades per unes més amples i de perfil pla, el que va motivar les protestes de l'empresa, que veia com la companyia dels tramvies pressionava l'Ajuntament per a treure-se'ls de sobre. Finalment, l'agost del 1884, una junta d'accionistes va decidir dissoldre la societat, i poc després, el Vapor Vell va sortir novament a subhasta.

### Ròmul Bosch i Alsina
El recinte seria adquirit per l'empresari Ròmul Bosch i Alsina (1846-1923), que donaria nom al passatge d'accés des del carrer del Torrent de l'Olla. El despatx de la seva fàbrica de filats i trenyelles de cotó es va instal·lar en un edifici de nova planta (1892) a la Ronda de la Universitat, 24, cantonada amb la plaça de Catalunya.

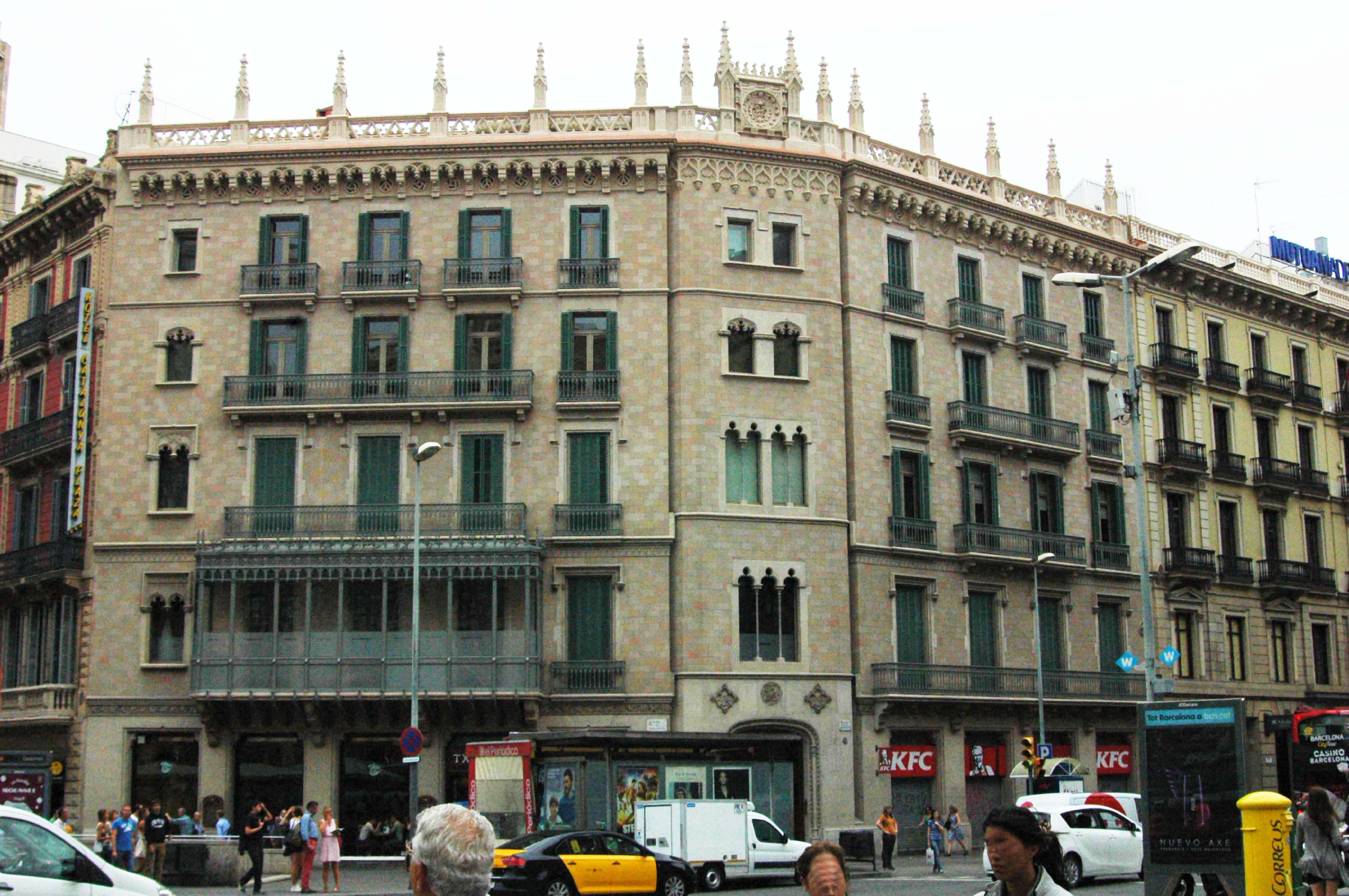
Casa Bosch i Alsina

El 1895, després de les queixes dels veïns sobre que la paret de tanca del carrer del Perill amenaçava ruïna, Bosch i Alsina va demanar permís per a reconstruir-la, però l'Ajuntament de Gràcia l'hi va denegar, aduïnt que segons les alineacions aprovades el 1879 havia de cedir-ne terreny per a l'eixamplament del carrer. Aleshores, el propietari va recórrer al Govern Civil, i l'any següent, la Comissió Provincial li va donar la raó. El 2 de desembre del 1896, un incendi va devastar el Vapor Vell, ocasionant la mort d'una persona, i l'Ajuntament va incoar un expedient per a l'enderrocament urgent de les restes. Poc després, Bosch i Alsina va demanar permís per a reobrir una porta al carrer de Venus i poder construir dintre del recinte.

### Tallers de Manuel Ballarín
A la banda del carrer de Venus es van instal·lar els tallers del forjador Manuel Ballarín (1863-1915), que el 1900 va demanar permís per a construir-hi uns coberts, segons el projecte de Bonaventura Bassegoda, i novament el 1907 per a construir una nau al carrer del Perill, segons el projecte de Josep Puig i Cadafalch. El 1915, després de la seva mort, l'empresa es va convertir en societat anònima i s'hi van anar incorporant noves seccions, com la de coberts d'alpaca i la d'electricitat industrial, i el 1920, la de fosa de ferro.

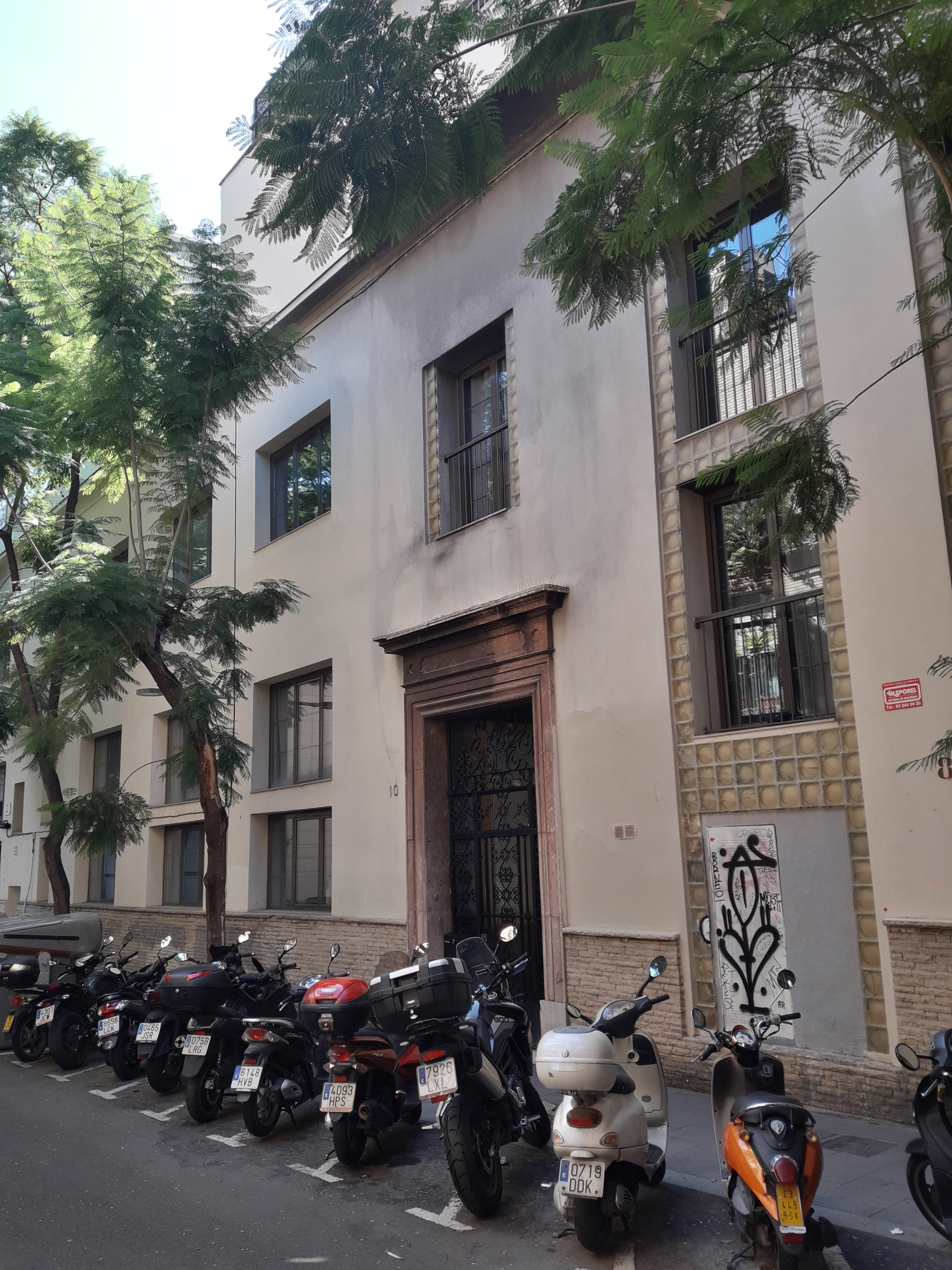
Fàbrica Artés al carrer de Venus

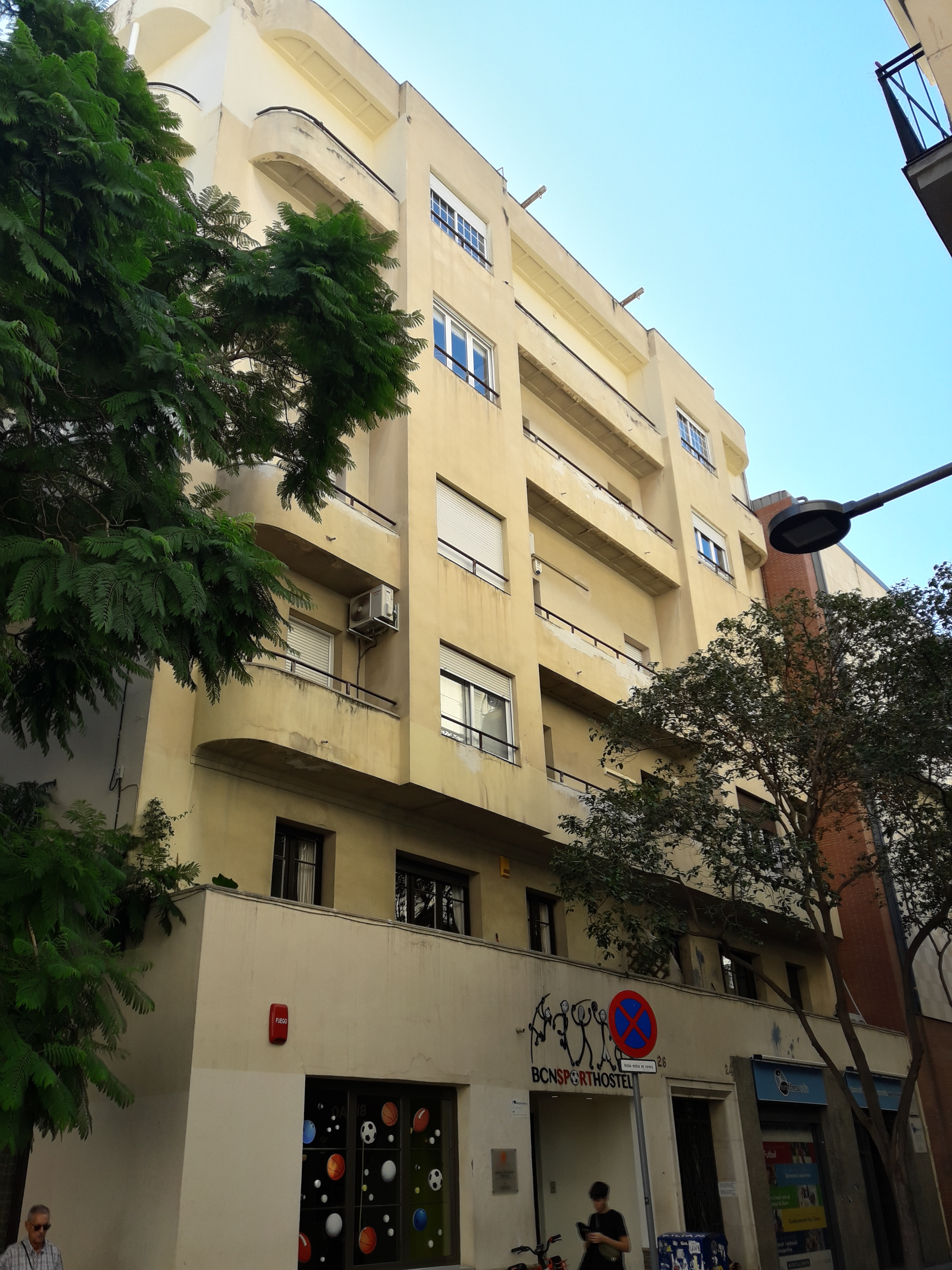
Fàbrica Artés al carrer del Perill

### Fàbrica Artés
El 1945 hi havia la fàbrica d'accessoris per a automòbils, sirenes i caixes fortes de José Artés de Arcos (1893-1985), que el 1953 va demanar permís per a instal·lar-hi 26 motors.
El 2014, l'edifici, catalogat com a bé amb elements d'interès (categoria C), va ser convertit en hostal. El 2025, l'Ajuntament de Barcelona va iniciar la tramitació d'un Pla Especial Urbanístic per a expropiar l'interior d'illa i el passatge de Ròmul Bosch als hereus de José Artés de Arcos i fer-hi un poliesportiu.